# Niederkolpach

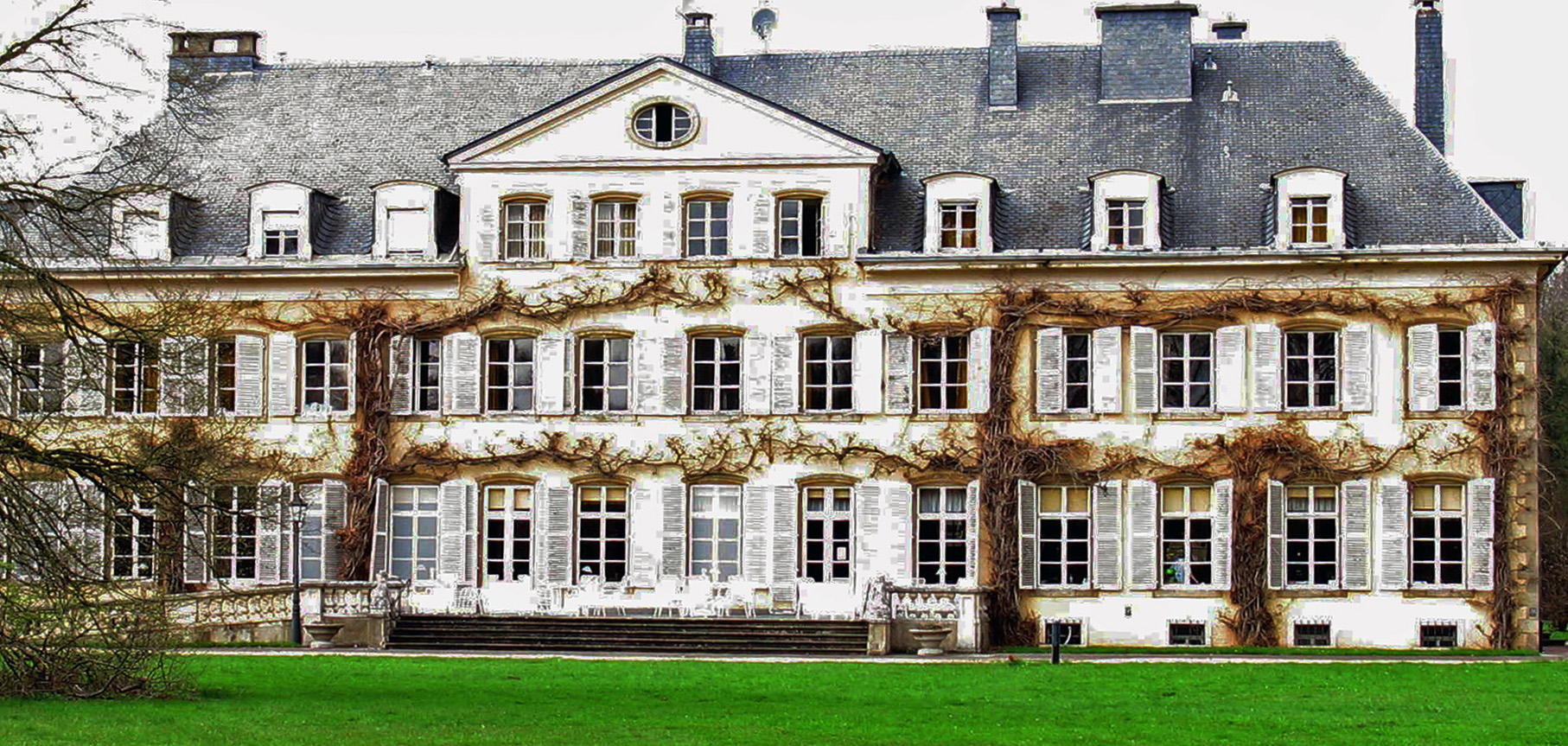
Das Schloss Kolpach

Niederkolpach (luxemburgisch Nidderkolpechⓘ, frz. Colpach-Bas) ist eine Ortschaft in der Gemeinde Ell, in der Region Redingen in Luxemburg. Im Jahre 2001 zählte Niederkolpach 105 Einwohner.
Das Schloss Kolpach geht auf das 14. Jahrhundert zurück und war im 19. Jahrhundert Wohnsitz des Malers Mihály von Munkácsy. Heute beherbergt es ein Rehabilitierungszentrum des Roten Kreuzes.